# Torcy (Pas-de-Calais)
Torcy is een gemeente in het Franse departement Pas-de-Calais (regio Hauts-de-France) en telt 164 inwoners (2004). De plaats maakt deel uit van het arrondissement Montreuil.

## Geografie
De oppervlakte van Torcy bedraagt 5,4 km², de bevolkingsdichtheid is 30,4 inwoners per km².
De onderstaande kaart toont de ligging van Torcy (Pas-de-Calais) met de belangrijkste infrastructuur en aangrenzende gemeenten.

## Demografie
Onderstaande figuur toont het verloop van het inwonertal (bron: INSEE-tellingen).